# Агент Ева
«Аге́нт Е́ва» (англ. Ava) — криминальный боевик от режиссёра Тейта Тейлора. Дебютный проект продюсерской компании Freckle Films, основанной Джессикой Честейн, исполнившей в фильме главную роль. Также в картине сыграли Колин Фаррелл, Джина Дэвис, Джон Малкович и Коммон.
Слоган — «Когда мишенью становится каждый, любой может оказаться врагом».

## Сюжет
Ева — профессиональный киллер, работающий по всему миру на секретную организацию. В её прошлом наркомания, алкоголизм, несостоявшийся брак. Особенностью её почерка является то, что перед ликвидацией она обычно спрашивает свою очередную цель, чем именно была заслужена насильственная смерть. Эта её особенность вызывает раздражение руководства. Очередная спецоперация Евы в Саудовской Аравии идет не по плану, девушка решает временно выйти из игры и просит дать отпуск. Ева приезжает в Бостон, чтобы разобраться с проблемами в личной жизни. Мать девушки попала в больницу с сердечным приступом, а сестра встречается с бывшим женихом Евы. Куратор киллера Дюк защищает подчиненную. Тем не менее руководитель организации Саймон собирается убрать ставшую неугодной Еву немедленно.
К Еве подсылают наемного убийцу, но она расправляется с ним. Саймон встречается с Дюком, который пытается его остановить. Их размолвка заканчивается смертью Дюка. Ева тем временем узнает, что её жених страдал от игромании и преследования со стороны владелицы ночного клуба Тони. Она приходит в заведение, убирает охранников, избивает Тони и просит больше никогда не преследовать её семью. Расстроенная Ева возвращается в отель, напивается и подумывает о самоубийстве. В это время в номере Евы появляется Саймон. После схватки Саймон одерживает верх, но в последний момент решает оставить девушку в живых. Тогда Ева догоняет его и убивает выстрелом в голову из пистолета. В финальных кадрах удаляющуюся Еву преследует дочь Саймона.

## В ролях
| Актёр            | Роль            |
| ---------------- | --------------- |
| Джессика Честейн | Ева Фолкнер     |
| Колин Фаррелл    | Саймон          |
| Джина Дэвис      | Бобби, мама Евы |
| Джон Малкович    | Дюк             |
| Диана Сильверс   | Камиль          |
| Йоан Гриффит     | Питер           |
| Коммон           | Майкл           |
| Джоан Чэнь       | Тони            |

## Производство
Съемки фильма проходили с 19 сентября по 30 октября 2018 года в Бостоне и Вестоне, Массачусетс, США.
Изначально персонажа Джессики Честейн звали Ева (Eve). По неизвестным причинам уже после завершения съемок фильма студия решила сменить имя главной героини. Вероятно, это решение потребовало пересъемки нескольких сцен картины, либо же их переозвучивания.

## Прокат
В Венгрии фильм вышел в прокат 2 июля 2020 года, в Греции, Нидерландах и Таиланде — 30 июля 2020 года, в России, Словакии и Чехии — 6 августа 2020 года, в Литве, США и на Филиппинах — 25 сентября 2020 года.

## Реакция и сборы
Фильм получил весьма скромные оценки критиков: к примеру, 4,3 из 10 на Rotten Tomatoes и 39 из 100 на Metacritic; такая недоброжелательность основана, прежде всего, на претензиях к клишированности. Сборы в прокате также оказались скромными: 3,3 млн долларов, что, впрочем, отчасти компенсировалось довольно успешными результатами на онлайн-платформах и службах видео по запросу.